# Satigachha
Satigachha é uma vila no distrito de Nadia, no estado indiano de Bengala Ocidental.

## Demografia
Segundo o censo de 2001, Satigachha tinha uma população de 8400 habitantes. Os indivíduos do sexo masculino constituem 51% da população e os do sexo feminino 49%. Satigachha tem uma taxa de literacia de 65%, superior à média nacional de 59,5%: a literacia no sexo masculino é de 69% e no sexo feminino é de 60%. Em Satigachha, 11% da população está abaixo dos 6 anos de idade.